# Окаванго (Намібія)
 'Окаванго'  (англ. Kavango Region) — в минулому одна з 13 адміністративних областей Намібії. 8 серпня 2013 відбувся поділ області на Західне Каванго і Східне Каванго.
Знаходилася на крайньому північному сході країни. Площа області складала 43 418 км². Чисельність населення 292 418 чоловік (на 2010). Адміністративний центр — місто Рунду, з населенням понад 20 тисяч осіб. Інші міста провінції — Нкуренкурі і Дівунду.

## Географія

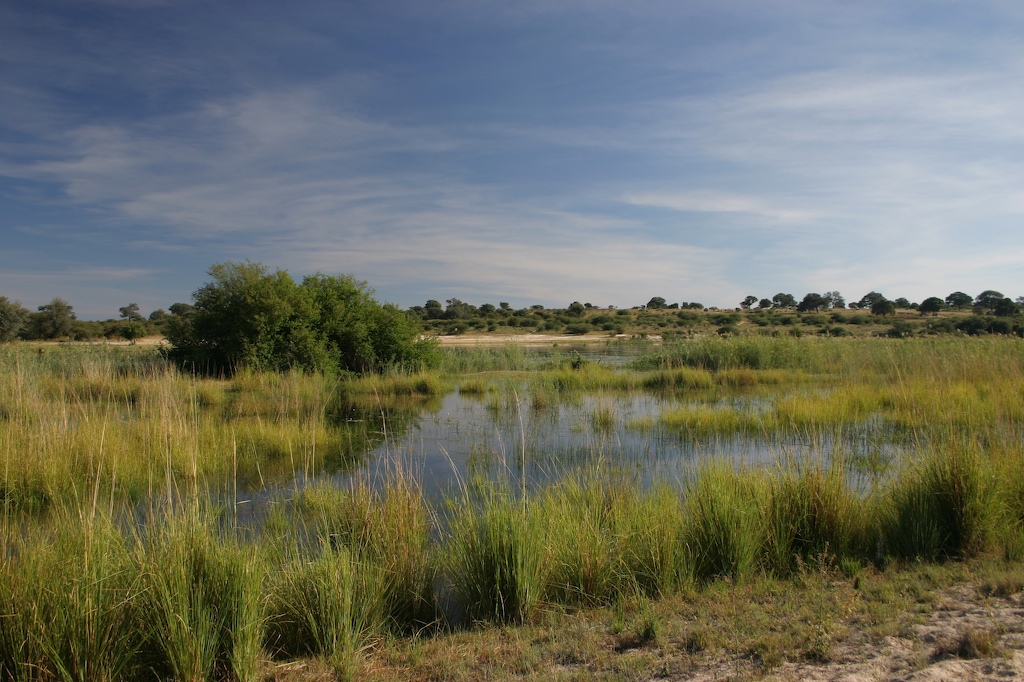
На річці Окаванго

В геологічному відношенні Окаванго являє собою північне продовження плато Калахарі і знаходиться на висоті понад 1000 метрів над рівнем моря. Так як тут щорічно випадає значна кількість опадів, область Окаванго вигідно відрізняється від посушливих центральних і південних районів Намібії великою кількістю рослинності. Територія області також зрошується водами річки Окаванго та її приток. По цій річці протягом 400 кілометрів проходить кордон між Намібією і Анголою. На південному сході область межує з Ботсваною.
На території області Окаванго розташовані національні парки Хауда і Мангеттена, а також заповідник Маханго.

## Губернатори
- Самуель Кавето Мбамбо

## Населення
Названа по імені проживаючого тут народу каванго.

## Адміністративний поділ
В адміністративному відношенні область Окаванго підрозділялася на 9 виборчих районів.
- Mpungu
- Kahenge
- Kapako
- Rundu Rural West
- Rundu Urban
- Rundu Rural East
- Mashare
- Ndiyona
- Mukwe